# Sunshine of Your Love
"Sunshine of Your Love" é uma música da banda Cream, do álbum Disraeli Gears, de 1967.
Foi lançada como single em Janeiro de 1968.

## Sobre a música
O crítico do Allmusic, Richie Unterberger, afirmou: ""Sunshine of Your Love" foi a música mais famosa e popular do Cream. Se Cream, a banda, era o cruzamento definitivo entre hard rock, pop e psicodelia, "Sunshine of Your Love" foi um dos exemplos máximos de tal cruzamento."

## Faixas do Single
| N.º | Título                  | Compositor(es)                       | Duração |  |
| 1.  | "Sunshine of Your Love" | Pete Brown, Jack Bruce, Eric Clapton | 3:03    |  |
| 2.  | "SWLABR"                | Pete Brown, Jack Bruce               | 2:30    |  |

## Recepção e Desempenho
O single alcançou o 5º lugar na Billboard Hot 100 dos Estados Unidos, em Agosto de 1968, permanecendo 26 semanas nas paradas. Foi considerada, pela Revista Rolling Stone, a 65ª melhor música de todos os tempos, na publicação The 500 Greatest Songs of All Time.
Aparece no livro "1001 Songs: The Great Songs of All Time and the Artists, Stories and Secrets Behind Them" (1001 Músicas: As maiores músicas de todos os tempos e os artistas, estórias e segredos por trás delas)

## Covers
A música foi interpretada por diversos músicos e grupos, como Jimi Hendrix, Blood, Sweat & Tears, Living Colour, Ella Fitzgerald, Frank Zappa, Ozzy Osbourne, Goo Goo Dolls, Santana e Toto. O grupo de House music, The Hoxtons, lançou um Remix da música em 2005.[carece de fontes?]